# Vitkronad klyvstjärt
Vitkronad klyvstjärt (Enicurus leschenaulti) är en asiatisk tätting i familjen flugsnappare.

## Kännetecken

### Utseende
Vitkronad klyvstjärt är en typisk klyvstjärt med svartvit dräkt och lång, kluven stjärt. Från andra klyvstjärtar skiljer den sig genom kombinationen av stor storlek (i större delen av utbredningsområdet, 28-28,5 cm), brant, vit panna, svart mantel och bröst, helvit övergump och vita spetsar på stjärtfjädrarna. Underarten frontalis (se nedan) är mindre och har kortare stjärt med vitt något längre bak på hjässan och mindre vit vingfläck.

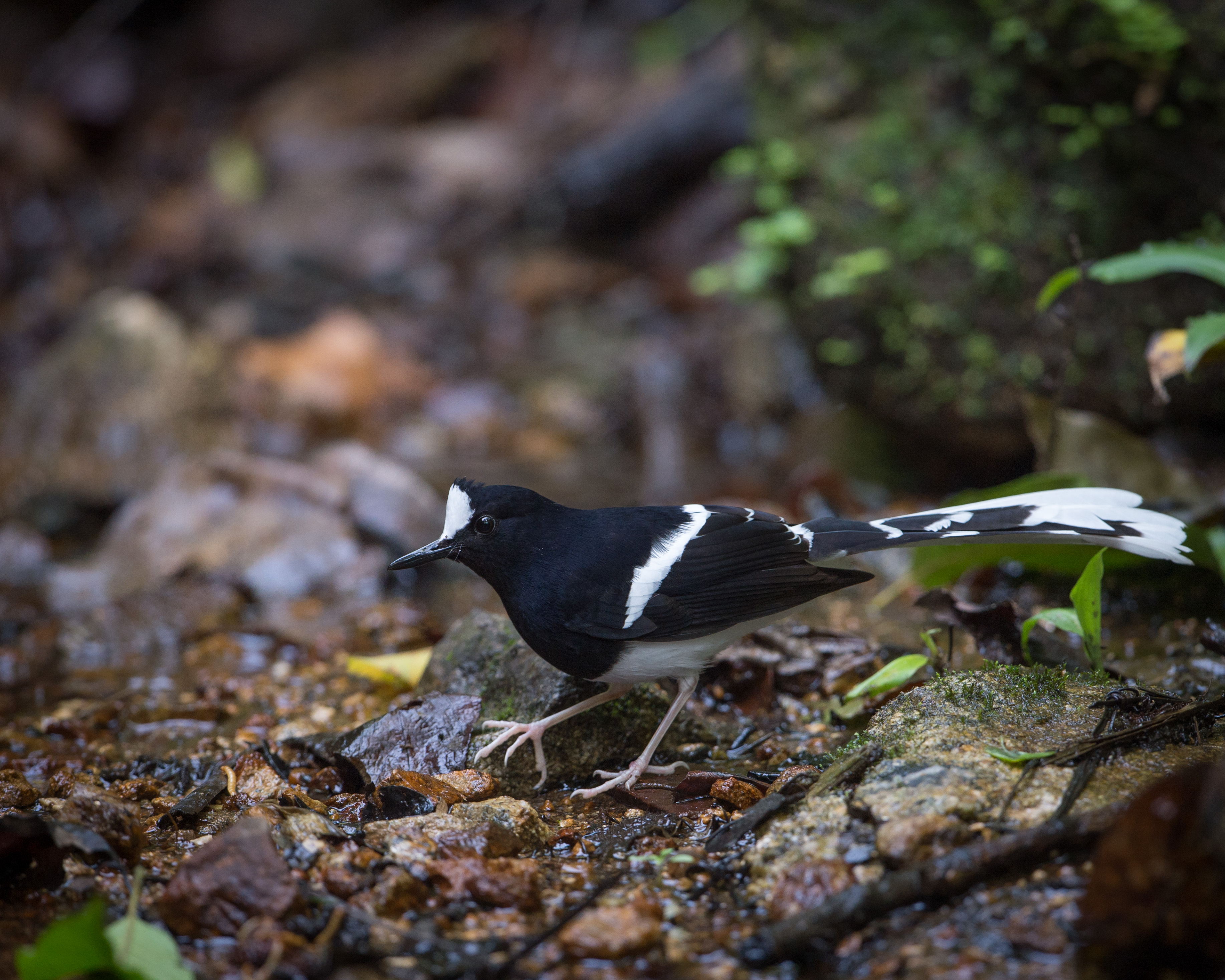

### Läten
Sången är en utstuderad serie av ljusa, behagliga visslingar, beskriven i engelsk litteratur som "tssw'i'i-lli'i'i". Bland lätena hörs hårda och gälla "tssee" eller "tssee chit-chit-chit".

## Utbredning och systematik
Vitkronad klyvstjärt delas in i två grupper med sex underarter, med följande utbredning:
- Enicurus leschenaulti leschenaulti – Java och Bali
- frontalis-gruppen
  - Enicurus leschenaulti indicus – Himalaya i nordöstra Indien till Myanmar, norra Thailand och Indokina
  - Enicurus leschenaulti sinensis – västra och södra Kina, Hainan
  - Enicurus leschenaulti frontalis – Malackahalvön, Sumatra, Nias och lågländerna på Borneo
  - Enicurus leschenaulti chaseni – Tanahmasa (Batuöarna utanför västra Sumatra)

Borneoklyvstjärten (Enicurus borneensis) behandlades tidigare som en del av vitkronad klyvstjärt och vissa, som BirdLife International och IUCN gör det fortfarande. Genetiska studier visar dock att den är isolerad från övriga underarter.

### Familjetillhörighet
Klyvstjärtarna ansågs fram tills nyligen liksom bland andra stenskvättor, stentrastar, rödstjärtar vara små trastar. DNA-studier visar dock att de är marklevande flugsnappare (Muscicapidae) och förs därför numera till den familjen.

## Levnadssätt
Liksom andra klyvstjärtar påträffas den vid snabba, strömmande vattendrag, denna art i tät och mörk städsegrön skog upp till 2400 meters höjd (på Malackahalvön under 760 meter). Den livnär sig av insekter som orientalisk kackerlacka, fjärilslarver och hoppstjärtar.

### Häckning
Fågeln har noterats häcka mellan april och juni i Himalaya, till juli i södra Kina, i april i Myanmar, i mars på Borneo samt i april och augusti på Malackahalvön. Den bygger ett skålformat bo som placeras i ett hål i en flodbank, klippskreva eller träd. Däri lägger den två till fyra gräddfärgade ägg med rödbruna fläckar.

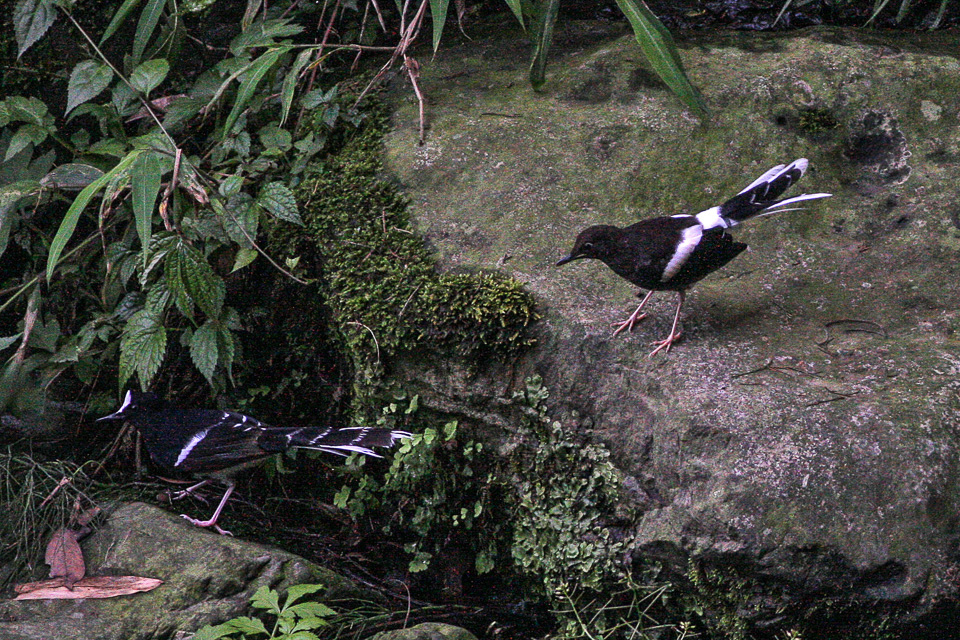
Vitkronad klyvstjärt med ungfågel i Emeishan, Sichuan.

## Status och hot
Arten har ett stort utbredningsområde och en stor population med stabil utveckling, och tros inte vara utsatt för något substantiellt hot. Utifrån dessa kriterier kategoriserar internationella naturvårdsunionen IUCN arten som livskraftig (LC). IUCN inkluderar dock borneoklyvstjärten i bedömningen. Världspopulationen har inte uppskattats men den beskrivs som vanlig, dock ovanlig på Sumatra och delar av Borneo.

## Namn
Fågelns vetenskapliga artnamn hedrar Jean Baptiste Louis Claude Théodore Leschenault de la Tour (1773-1826), fransk botaniker, ornitolog och samlare av specimen verksam i Ostindien 1801-1806 samt i Indien och på Ceylon 1816-1822.